# Daniel Hackett
Daniel Lorenzo Hackett (* 19. Dezember 1987 in Forlimpopoli, Emilia-Romagna) ist ein italienischer Basketballspieler. Mit Montepaschi Siena gewann er 2013 das italienische Double aus Meisterschaft und Pokalwettbewerb.

## Karriere
Hackett ist der Sohn des ehemaligen NBA-Spielers Rudy Hackett. Er wurde zwar in Forlimpopoli geboren, wuchs jedoch in Pesaro auf. Später besuchte er die St. John Bosco High School in Bellflower (Kalifornien). Anschließend ging er zum Studium an die University of Southern California, wo er mit der Hochschulmannschaft Trojans in der damaligen Pacific-10-Conference (Pac-10) der National Collegiate Athletic Association (NCAA) spielte. Zu seinen damaligen Mannschaftskameraden zählten die späteren NBA-Spieler O.J. Mayo bis 2008 sowie Taj Gibson, DeMar DeRozan und Nikola Vučević, mit denen er 2009 das Meisterschaftsturnier der Pac-10 gewann. Mit den Trojans nahm er jeweils an den landesweiten NCAA-Endrunden teil, wobei das weiteste Vordringen das Erreichen des Achtelfinales Sweet Sixteen 2007 war. Nach dem Meisterschaftsgewinn in der Conference meldete sich Hackett nach drei Jahren, in denen er seine persönlichen Statistiken jeweils verbessern konnte, vorzeitig zur NBA-Draft 2009 an, in der er jedoch nicht ausgewählt wurde. Durch die Anmeldung für die Draft war ihm aber auch die Rückkehr in die NCAA unmöglich, so dass er seinen ersten Profivertrag in seiner italienischen Heimat beim fünfmaligen Meister Benetton Treviso für die Saison 2009/10 unterschrieb.
Mit der früheren europäischen Spitzenmannschaft aus Treviso schied Hackett als Hauptrundenachter in der ersten Play-off-Runde 2010 gegen den Titelverteidiger Montepaschi Siena aus. Da sich Hackett nicht wie erhofft in Treviso in Szene setzten konnte, wechselte er nach einem Jahr zu seinem Stammverein Scavolini aus Pesaro, in dessen Jugendmannschaften er ausgebildet worden war. Nachdem er mit Scavolini im ersten Jahr als Tabellenzehnter noch knapp am Einzug in die Play-offs gescheitert war, gewann man 2012 knapp als Tabellensechster in der ersten Runde gegen Bennet Cantù. Im Play-off-Halbfinale verlor man dann jedoch gegen Armani Mailand.
Zur folgenden Saison 2012/13 wechselte Hackett zum Serienmeister Montepaschi aus Siena, mit dem er am Saisonende erneut die italienische Meisterschaft und in Verbindung mit dem Gewinn des Pokalwettbewerbs das nationale Double gewann. In der Play-off-Finalserie der Meisterschaft wurde Hackett zum „Most Valuable Player“ ernannt. Nach finanziellen Problemen des Hauptsponsors fiel jedoch die Meistermannschaft auseinander. Hackett blieb zunächst in Siena, doch die Mannschaft verpasste in der Saison 2013/14 den erneuten Einzug in die Runde der besten 16 Mannschaften im höchsten europäischen Vereinswettbewerb EuroLeague 2013/14, worauf Hackett zum Jahresende den Verein verließ. Er wechselte zu EA7 Emporio Armani nach Mailand, das als einzige italienische Mannschaft den Einzug in die Runde der 16 besten Mannschaften erreicht hatte. Dort spielte er wieder mit seinen ehemaligen Mannschaftskameraden David J. Moss und Kristjan Kangur zusammen, mit denen er in der Vorsaison in Siena die Meisterschaft gewonnen hatte.
Im Sommer 2015 verkündete er seinen Wechsel zu Olympiakos Piräus, dort sollte er den abgewanderten Kostas Sloukas auf der Position des Spielmachers ersetzen.
In der Saison 2017/18 stand Hackett im Kader des amtierenden Deutschen Meisters Brose Bamberg, den er aber bereits nach einer Saison aufgrund des Verpassens der EuroLeague-Teilnahme und einem bevorstehenden Umbruch im Verein verließ. Er schloss sich daraufhin dem russischen Spitzenklub ZSKA Moskau an und unterzeichnete einen Zweijahresvertrag. Hackett gewann mit der Mannschaft zweimal den Meistertitel in der VTB United League und zweimal die russische Meisterschaft. Er verließ Moskau Anfang März 2022 kurz nach dem Beginn des militärischen Eingreifens Russlands in der Ukraine, der Vertrag wurde aufgehoben, Hackett wechselte zu Virtus Bologna. Im Mai 2022 gewann er mit der Mannschaft den EuroCup und in der Saison 2024/25 die italienische Meisterschaft.